# NGC 3822
NGC 3822 = NGC 3848 ist eine Spiralgalaxie mit aktivem Galaxienkern vom Hubble-Typ Sb im Sternbild Jungfrau auf der Ekliptik. Sie ist schätzungsweise 276 Millionen Lichtjahre von der Milchstraße entfernt und hat einen Durchmesser von etwa 110.000 Lichtjahren.
Im selben Himmelsareal befinden sich u. a. die Galaxien NGC 3817, NGC 3819, NGC 3820, NGC 3825.
Das Objekt wurde am 15. April 1784 von dem deutsch-britischen Astronomen Wilhelm Herschel entdeckt.